# Павел Нахимов
Павел Степанович Нахимов (рус. Па́вел Степа́нович Нахи́мов; Городок, 5. јул 1802. — Севастопољ, 12. јул 1855) био је један од најпознатијих адмирала империјалне Русије у њеној морнаричкој историји. Добитник је више националних и иностраних признања за војне заслуге.

## Биографија
Павел Нахимов родио се 5. јула 1802. године у селу Городок у тадашњој Смоленској губернији Руске Империје, у племићкој породици. Године 1815. уписује морнаричку академију у Санкт Петербургу, а прву пловидбу на отвореном мору на ратном броду имао је већ 1817. на фрегати Феникс у водама Балтичког мора. У почетку своје морнаричке каријере углавном је служио у балтичкој флоти. Током службовања на фрегати Крејзер 1822—1825. учествовао је у истраживачким мисијама које је предводио Михаил Лазарев, а по окончању мисије одликован је Орденом светог Владимира 4. степена и унапређен у чин подофицира.
Потом прелази на ратни разарач Азов са којим је у лето 1827. учествовао у борбама против Отоманске империје у источном Средоземљу. Истакао се у бици код Наварина 20. октобра 1827. због чега је унапређен у чин капетана корвете. Тада је имао свега 27 година.
Највеће војничке успехе остварио је током Кримског рата, а посебно се истакао у бици код Синопе 1853, а управљао је како поморским тако и копненим трупама приликом опсаде Севастопоља. Смртно је рањен у главу 10. јула 1985. приликом обиласка одбрамбених линија недалеко од Севастопоља. Преминуо је два дана касније од последица повреда, у 53. години.
Сахрањен је у цркви Светог Владимира у Севастопољу, посвећеној херојима Кримског рата. Њему у част бројне морнаричке академије широм Совјетског Савеза (и доцније Русије) носе име Нахимов. Његова родна кућа и остаци цркве у којој је рођен на имању Хмелита у Вјаземском рејону Смоленске области, проглашени су за културно-историјски споменик од националне важности.

## Филателија
Њему у част, поште СССР и Русије издале су неколико комеморативних маркица:
- Поштанске марке Совјетског Савеза и Русије
- Поштанска марка СССР из 1952: 
 150 година од рођења адмирала Нахимова
- Поштанска марка СССР, 
 1954.
- Поштанска марка СССР, 
 1987.
- Меморијална маркица, 
 2003.
поводом 200-те годишњице рођења